# Елизаветинская Библия
Елизаве́тинская Би́блия — название перевода Библии на церковнославянский язык, изданного в 1751 году в правление императрицы Елизаветы Петровны (от её имени перевод и получил своё название). Всего в Библии 76 книг, из них 49 книг Ветхого Завета. Содержание совпадает с Синодальным переводом Библии, имеющим 50 книг Ветхого Завета, за счет выделения Послания Иеремии в Синодальном переводе в отдельную книгу. В начале Елизаветинской Библии была напечатана дедикация Святейшего Синода императрице Елизавете Петровне. Елизаветинская Библия с незначительными правками по настоящее время используется как авторизованный для богослужения текст в Русской православной церкви.

## Работа над переводом при Петре I
Работа над новым славянским переводом Библии была начата по именному указу императора Петра I от 14 ноября 1712 года:

В Московской типографии печатным тиснением издать Библию на славянском языке, но прежде тиснения прочесть ту Славянскую Библию и согласить во всем с Греческою 70 переводников Библиею, а быть у дела того в смотрении и правлении Еллиногреческих школ учителю, иеромонаху Софронию Лихудию да Спасского монастыря архимандриту Феофилакту Лопатинскому, да типографии справщиком — Феодору Поликарпову и Николаю Семенову, в чтении справщиком же — монаху Феологу да монаху Иосифу. А согласовать и править во главах и стихах и речах противу Греческия Библии грамматическим чином, а буде где в славенском против Греческой Библии явятся стихи пропущены или главы переменены или в разуме Писанию Священному Греческому противность явится, и о том доносить преосвященному Стефану, митрополиту Рязанскому и Муромскому, и от него требовать решения.

Комиссия приступила к работе и выполнила сверку существовавшего славянского текста Острожской Библии с греческим, основываясь на «Лондонской Полиглотте» Брайена Уолтона, а также используя как источники Альдинскую Библию (1518 год), Сикстинское издание греческого перевода Танаха (1587 год) и его перевод на латинский язык (1588 год). Псалтырь комиссия не выверяла, а неканонические книги Товита, Иудифи и 3-ю книгу Ездры исправили по Вульгате, как это было сделано при издании Острожской Библии.
Сверка текстов и работа над исправлением продолжалась семь лет. В июне 1720 года исправленный текст в восьми томах был предоставлен митрополиту Стефану (Яворскому), а затем по его поручению текст был вновь перепроверен. В 1723 году Синод утвердил перечень представленных ему исправлений библейского текста. Однако печать издания начата не была. Император 3 февраля 1724 года сделал устный указ Святейшему Синоду о порядке издания Библии — при печати «без опущения обозначать прежние речи, которые переправливаны… дабы не было от неспокойных человек нарекания и к народной смуте, и каковыми литерами оную Библию печатать намерено будет, чтоб те литеры объявить Его Величеству». Эту работу они выполнили под руководством Феофилакта (Лопатинского), епископа Тверского. При этом Псалтырь была оставлена в старом переводе, а предлагаемые изменения обозначены на полях. Комиссия отпечатала различными шрифтами образцы текста и передала их в Синод. Со смертью Петра I в январе 1725 года работа над изданием была приостановлена.

## Последующие редакционные комиссии
Преемница Петра, императрица Екатерина I, в ноябре 1725 года издала указ о продолжении издания Библии, но предварительно было предписано: «однако ж прежде… оную разсмотреть в Святейшем Синоде обще с теми, которые её выправливали, и согласить с древними Греческими Библиями нашей Церкви, дабы впредь какого несогласия и в переводе какого погрешения… не сыскалось». Синод поручил это вновь выполнить епископу Феофилакту. Считают, что это был лишь формальный повод затягивания работы над изданием Библии вследствие борьбы между двумя церковными партиями, в ходе которой Феофан (Прокопович) тормозил дело своего идейного противника Стефана (Яворского).
В 1735 году архиепископ Феофан (Прокопович) представил в Синоде отчет о проделанной архиепископом Феофилактом (Лопатинским) работе по подготовке к изданию ранее выверенного перевода и добился решения о перепроверке исправленного им текста. Работы были перенесены в Санкт-Петербург и в 1736 году поручены переводчику Синода Василию Козловскому с помощниками под общим руководством архимандрита Александро-Невского монастыря Стефана (Калиновского). Было принято решение напечатать существующий перевод, а примечаниями в нижнем поле дать сделанные исправления, сверку было указано сделать с Септуагинтой и оставить только чтения, совпадающие с ней, а в сомнительных случаях — с Масоретским текстом.
К 1738 году архимандрит Стефан в ходе работы столкнулся с проблемой выбора для сверки греческих рукописей из имевшихся у него. Также он обратился в Синод со следующим донесением: «книга Товии вся правлена с латинского текста, понеже с латинского и сначала переведена была… и не токмо она, но и другие книги имеются, которые как переведены, так и правлены с Вульгаты, а некоторых и совсем нет в греческом тексте 70. И о сем Святейший Правительствующий Синод что соблаговолит?». Синод не дал ответа на это и последующее его обширное донесение, и работы по изданию Библии были приостановлены. Став псковским епископом, Стефан 26 января 1740 года обратился в Синод с предложением печатать текст в два столбца, в одном — старый, в другом — исправленный текст, а все ветхозаветные книги, переведённые с латыни, исправить по греческим рукописям. Синод одобрил это предложение, и в сентябре 1740 года его утвердила императрица Елизавета Петровна.

## Работа комиссий при Елизавете Петровне
Синод возложил эту работу на архимандрита Фаддея (Кокуйловича) и префекта Славяно-греко-латинской академии иеромонаха Кирилла (Флоринского). В сентябре 1742 года они представили в Синод набело переписанный исправленный перевод и отчёт о своей работе. Из него следует, что они сверили новый перевод Библии с греческими кодексами, руководствуясь главным образом Александрийским кодексом (из издания Лондонской Полиглотты), считая, что древний славянский перевод был сделан именно с него. Также в редких случаях они использовали Сикстинское издание Септуагинты и Ватиканский кодекс. Книги Товита и Иудифи, существовавшие только в переводах с латыни, они перевели с греческого; с латинским текстом Вульгаты была сверена только Третья книга Ездры, так как её текст на греческом не был ими найден.
Синод решил перед печатью Библии ещё раз сделать сверку текста, и эта работа шла крайне медленно. О характере обсуждений в Синоде примечательно высказывание его члена митрополита Арсения (Мацеевича):

Ежели рассудить в тонкость, то Библия у нас (церковнославянская) и не особо нужна. Учёный, ежели знает по-гречески, греческую и будет читать; а ежели по-латыни, то латинскую, с которой для себя и для поучения народу российскую (имеется в виду на церковнославянском языке), какая ни есть Библия, будет исправлять. Для простого же народа довольно в церковных книгах от Библии имеется.

Елизавета Петровна своим указом от 14 февраля 1744 года указала Синоду, что «дело исправления Библии…, давно уже начатое, не терпит отлагательства» и потребовала скорейшего окончания работы. Синоду было разрешено привлекать для работы не только своих членов, но и других людей духовного звания. Вскоре Синод пришёл к выводу, что исправить славянский перевод Библии, основываясь только на греческом тексте, невозможно, и попросил у императрицы разрешения «к дополнению греческой — употреблять Сирскую и Еврейскую и другие Библии, кои к старой Славянской близкую силу имеют», так как «оная Греческая (Библия) против прежней, на словенском языке напечатанной, находится недовольна». Была создана новая комиссия под руководством Московского архиепископа Иосифа и архимандрита Воскресенского Истринского монастыря Илариона (Григоровича). Их работа была неплодотворной, и комиссия вскоре распалась.
В 1747 году была создана новая комиссия, которая завершила дело исправления перевода. В неё вошли префект Киевской духовной академии иеромонах Варлаам (Лящевский) и преподаватель философии Киевской академии иеромонах Гедеон (Слонимский). Они сверили ранее подготовленный Софронием Лихудом и Феофилактом (Лопатинским) перевод Библии с греческим, латинским и еврейским текстами, используя их различные версии. Все свои исправления они представили в Синод. 10 сентября 1750 года Синод доложил императрице, что перевод готов для печати.

## Издание Елизаветинской Библии
18 декабря 1751 года Елизаветинская Библия вышла из печати. Все изменения, внесённые при исправлении перевода, были оговорены, примечания к тексту составили отдельный том, практически равный по объёму тексту самой Библии. Первое издание вышло в количестве 1200 экземпляров, один экземпляр в белой серебряной парче был поднесен членами Синода императрице. Первый тираж быстро разошёлся, и в 1756 году вышло его второе издание с дополнительными примечаниями на полях и гравюрами, в котором иеромонах Гедеон (Слонимский) исправил ошибки и опечатки первого издания.
С тех пор Русская церковь продолжает использовать Елизаветинскую Библию, внеся в неё лишь некоторые несущественные изменения.

## Издания
Первое издание перевода было выпущено в 1751 году в правление императрицы Елизаветы Петровны, от имени которой он и получил своё название. В 1756 году вышло исправленное издание, без изменений переизданное в 1762 году.
- Библия. — 1-е изд. — СПб., 1751. — Т. 1.
- Библия. — 1-е изд. — СПб., 1751. — Т. 2.
- Библия. — 1-е изд. — СПб., 1751. — Т. 3.
- Библия. — 1-е изд. — СПб., 1751. — Т. 4.
- Библия. — 2-е изд. — М., 4 апреля 1756.
- Библия. — 3-е изд. — М., 12 декабря 1757.
- Библия. — 4-е изд. — М., ноябрь 1762.
- Библия. — 5-е изд. — М., март 1766.
- Библия. — 7-е изд. — М., январь 1778.
- Библия. — 8-е изд. — М., январь 1784.
- Библия. — 9-е изд. — М., сент. 1790.
- Библия. — 10-е изд. — М., декабрь 1797.
- Библия. — 12-е изд. — М., декабрь 1806.
- Библия. — 13-е изд. — М., декабрь 1813.
- Библия. — 14-е изд. — М., декабрь 1813.
- Библия. — 15-е изд. — М., 1815.
- Библия. — 16-е изд (Шестым надесят тиснением). — М., 1818.
- Библия. — 17-е изд (семи надесят тиснением). — М., 1819.
- Библия. — 20-е изд (Двадцатым тиснением). — М., 1839.